# Platoul Mongol

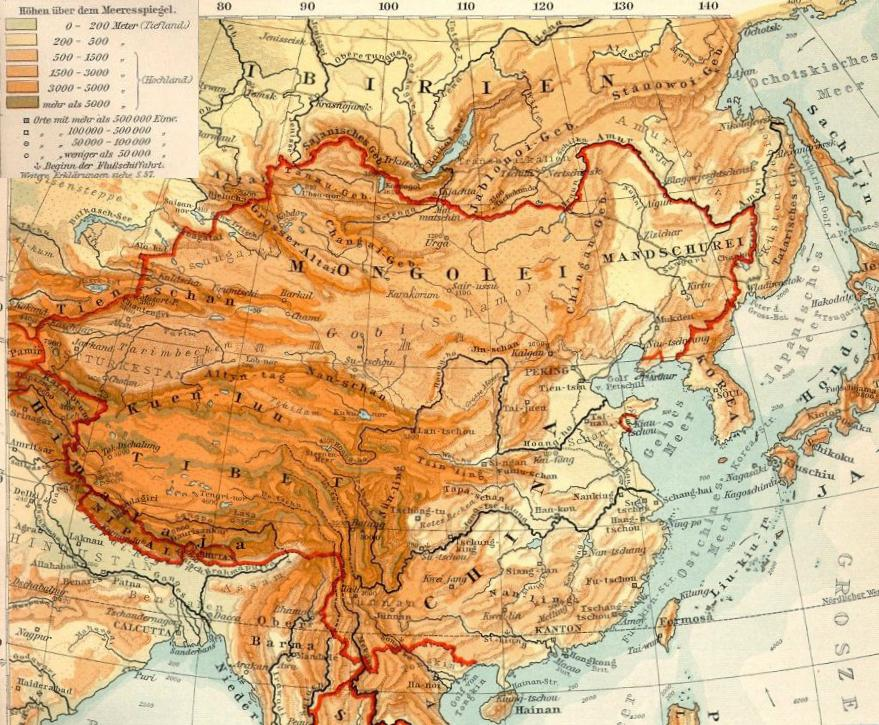
Reprezentare topografică

Platoul Mongol este cel mai întins podiș din Asia, el este mărginit la de deșertul Gobi și de stepă. Platoul se întinde pe teritoriul Mongoliei, nordul Chinei și până în Tibet. Spre deosebire de podișul tibetan, platoul mongol are o înălțime mai mică cuprinsă între 900 și 1500 m. Platoul este înconjurat de munți ce ating o altitudine între 3000 și 5000 de m. El se înscrie într-o formă dreptunghiulară cu lațurile de peste 2.000 x 1.000 km (ca. 2.600.000 km2), fiind situat în estul Mongoliei, Asia Centrală, de la munții Tian Shan până la munții Hinggan. La sud platoul este mărginit de munții  Nanshan, platoul Ordos și fluviul Galben, spre sud-est ajunge până la 200 km de Pekin, fiind limitat în trecut de Marele zid chinezesc. La nord platoul este mărginit de munții Altai și munții Baikal. Podișul are un aspect deluros de deșert și stepă, are o climă aridă unde apele curgătoare pe cursul inferior dispar frecvent într-un ținut mlăștinos sărat. Excepție face fluviul Kerulen care se varsă în Amur.  